# دهمیال
دهمیال (به انگلیسی: Dhamial) یک منطقهٔ مسکونی در پاکستان است که در پنجاب واقع شده‌است. دهمیال ۴۹۲ متر بالاتر از سطح دریا واقع شده‌است.